# Karikeri, Bellary
Karikeri là một làng thuộc tehsil Bellary, huyện Bellary, bang Karnataka, Ấn Độ.